# Monastero di San Pietro in Palazzuolo
Il monastero di San Pietro in Palazzuolo si trovava in località Poggio a Badia, nel comune di Monteverdi Marittimo.

## Storia e descrizione
La fondazione del monastero benedettino risale al 754 ed è legata alla figura del nobile longobardo, figlio del gastaldo di Pisa Ratchausi (o Ratgauso), Wilfrido (san Walfredo), ritenuto capostipite dei conti della Gherardesca, che ottenne l'investitura dal re dei Longobardi Astolfo, succeduto a re Liutprando.
Il monastero venne costruito nel sito di Palazzuolo, dove si trovava una villa romana e un tempietto della dea Bellona, più o meno dove oggi sorge il primo nucleo del paese di Monteverdi. All'epoca longobarda risalgono delle colonne in granito e dei frammenti di una transenna marmorea con nodo longobardo in bassorilievo, ritrovati in località Badivecchia nella zona dell'attuale podere San Valentino sul poggio del Palazzuolo, e che farebbero pensare a un crollo o a una frana. Tali reperti si trovano oggi nel piccolo museo di Monteverdi Marittimo, mentre il frammento più grande di una colonna è all'esterno, all'inizio del paese.
Il monastero nell'XI secolo acquistò notevole importanza, successivamente nel 1179 circa completamente traslocato nel sito di Poggio Badia, per regioni ignote. Nel 1298 divenne vallombrosano, fu abbandonato nel 1561 quando si richiese il trasferimento dei monaci dentro il castello di Monteverdi, a condizione che si mantenesse il titolo di San Pietro; questo nuovo convento si limitò ad un ospizio con due o tre monaci dell'abbazia di Vallombrosa, del quale si hanno notizie fino al 1781.
L'interno era formato da una sola grande navata terminante in un'unica abside. La facciata e la copertura sono scomparse, mentre rimangono parti del fianco sinistro e del transetto. Il paramento murario è in conci di alberese perfettamente tagliati e commessi, che sul piano destro si alternano in bicromia a fasce di laterizio.

Galleria di immagini
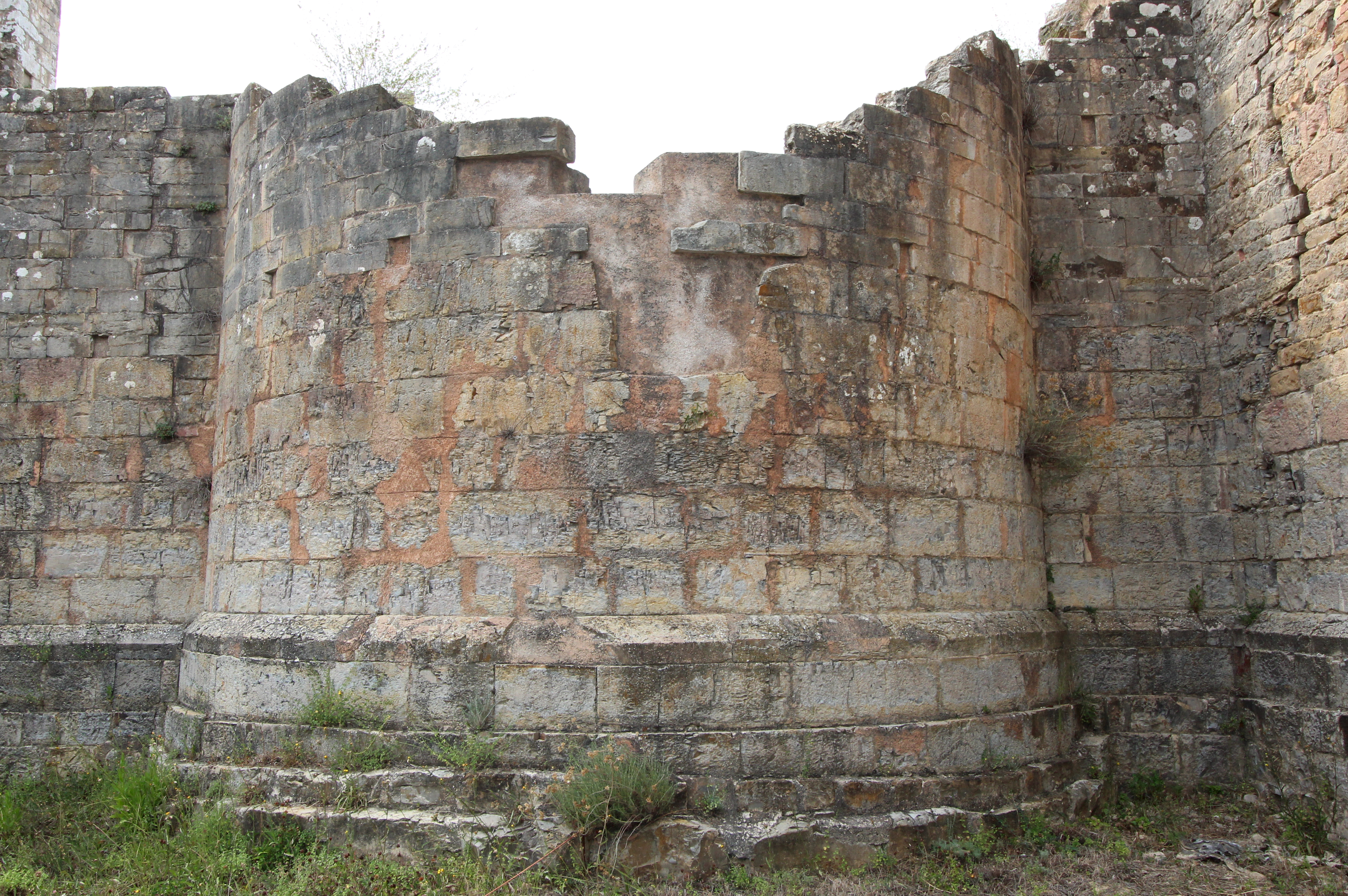
Abside
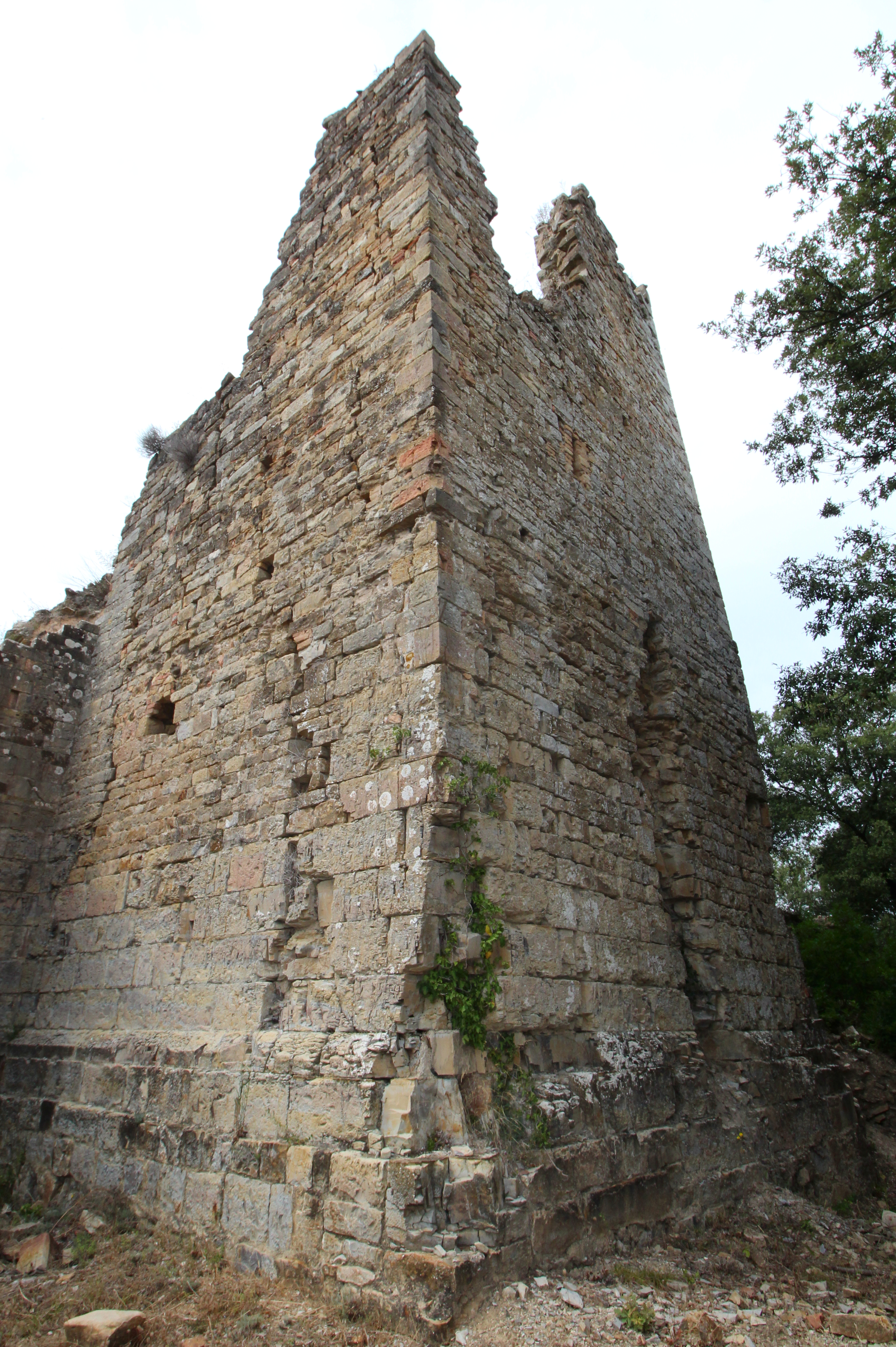
Transetto destro
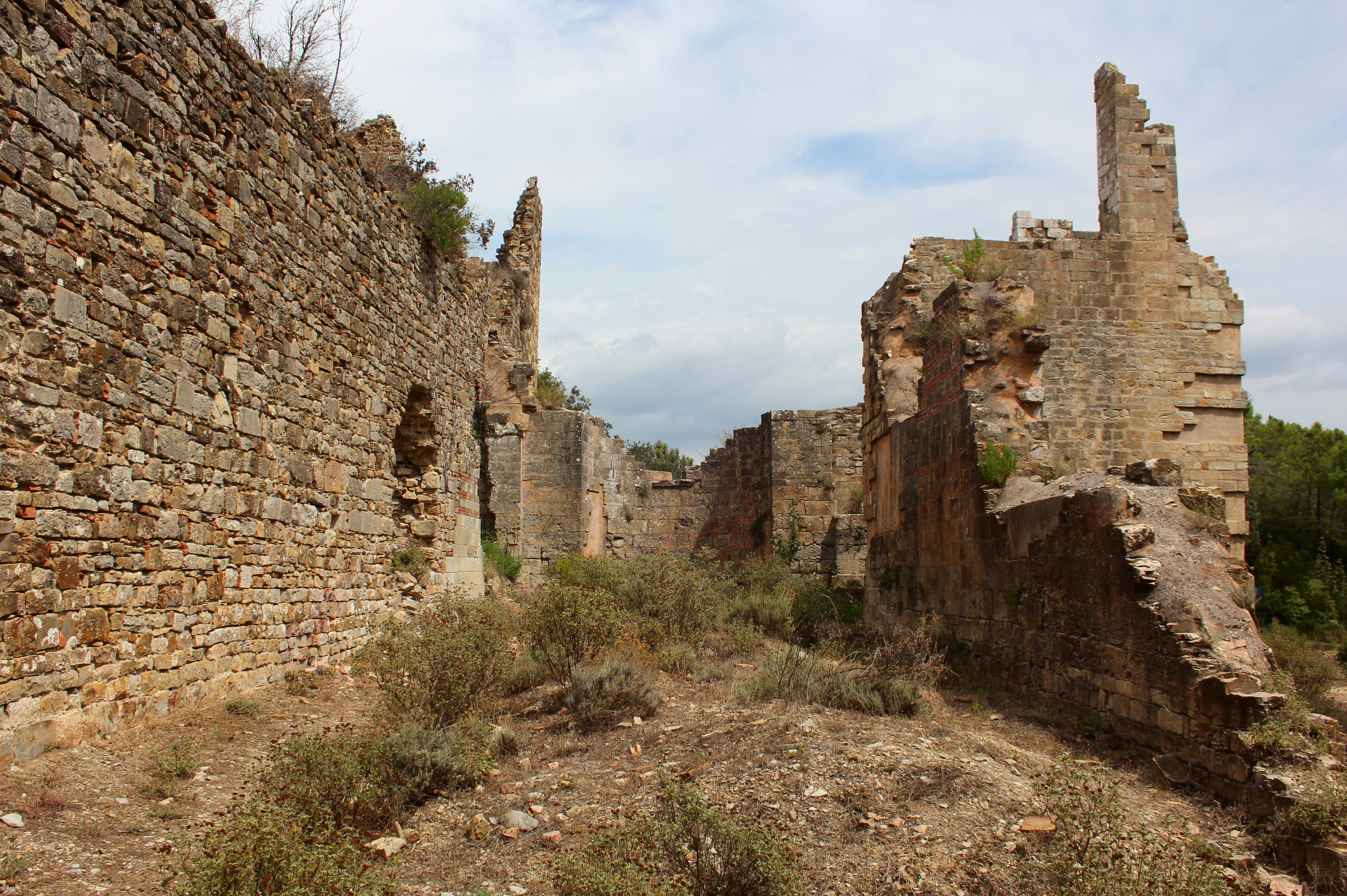
Navata